# Dalle (pierre)

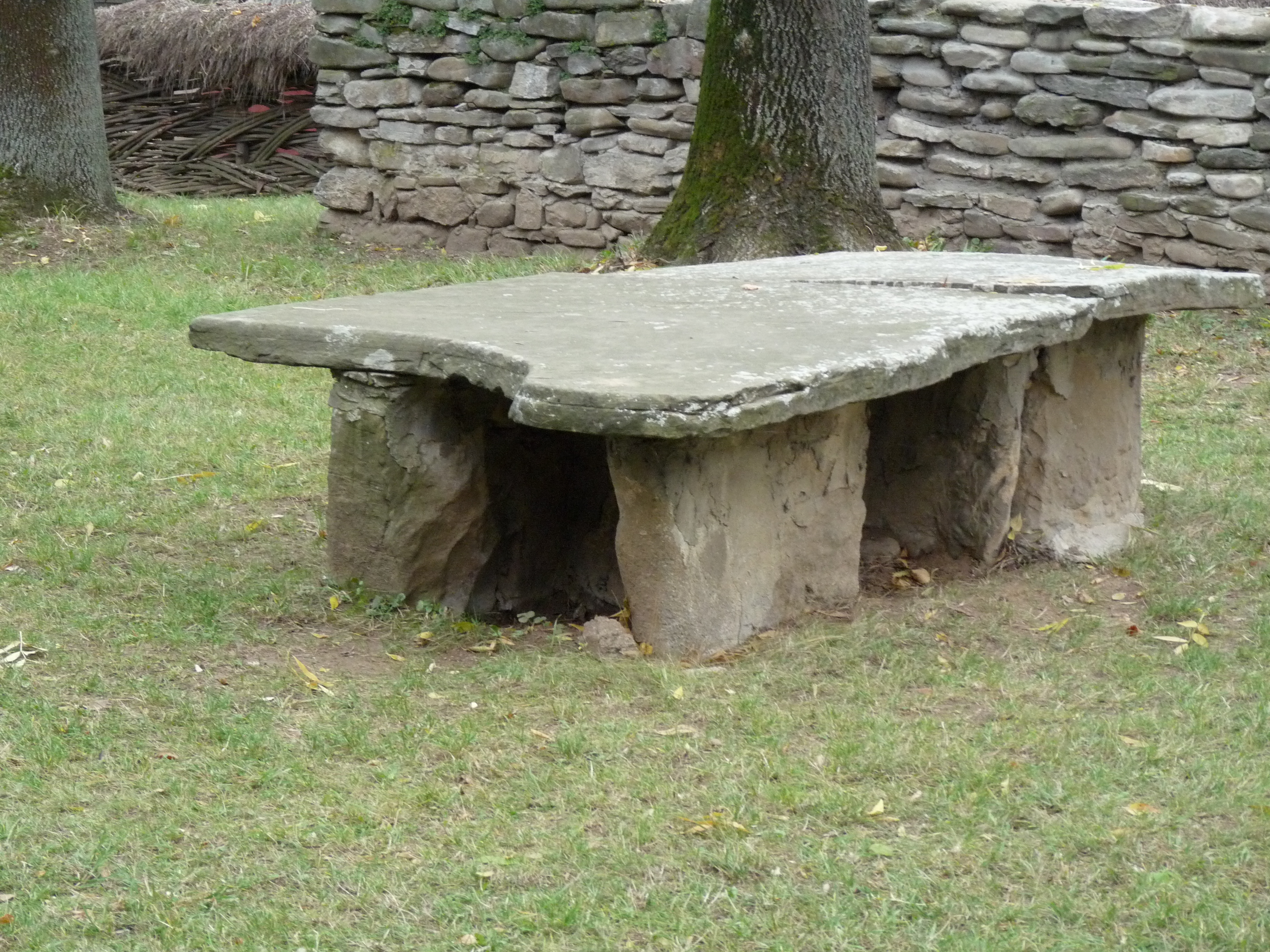
Table de pierre avec deux dalles.

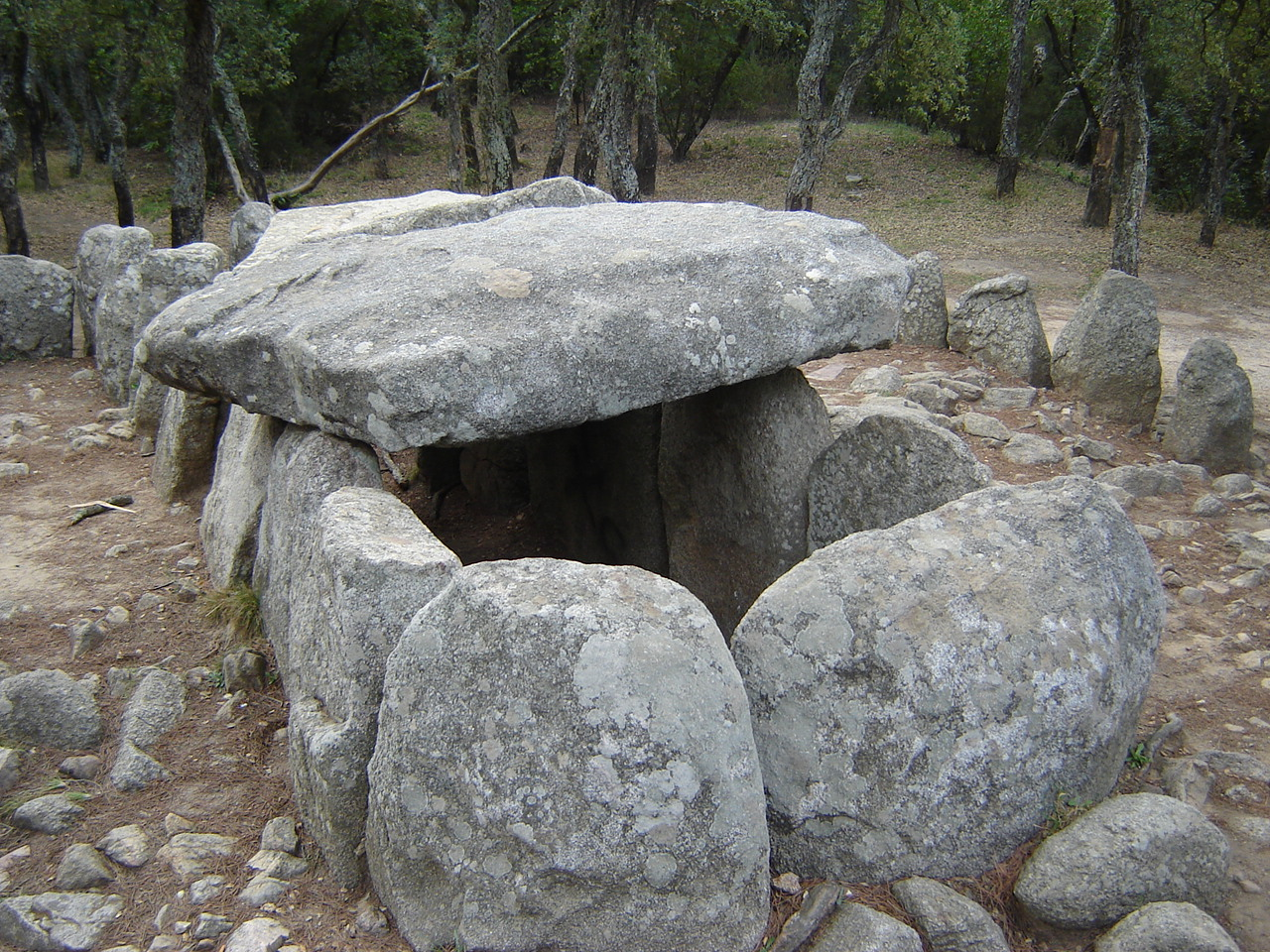
Dolmen Cove d'en Daina à Romanyà de la Selva (Baix Empordà).

Une dalle est une pierre large, plate et de faible épaisseur, généralement utilisée pour le pavement des sols, pour revêtir les murs, ou comme pierre tombale dans les sépulcres.
Autres définitions précisant un peu plus leur signification :
- Pierre plate, grande et de faible épaisseur.
- Pierre plate, relativement maigre, de forme rectangulaire ou presque rectangulaire[2].

## Les dalles dans lesDolmens
En beaucoup de dolmens, il y a une ou plus dalles de pierre de grandes dimensions. Leur architecture comporte parfois un couloir d'accès qui peut être construit en dalles ou en pierres sèches. La chambre sépulcrale, aux formes variables (rectangulaire, polygonale, ovale, circulaire...), peut aussi être précédée d'une antichambre. Dans certains dolmens, l'entrée présente une porte taillée dans une ou plusieurs dalles verticales,.

## Les dalles dans la construction

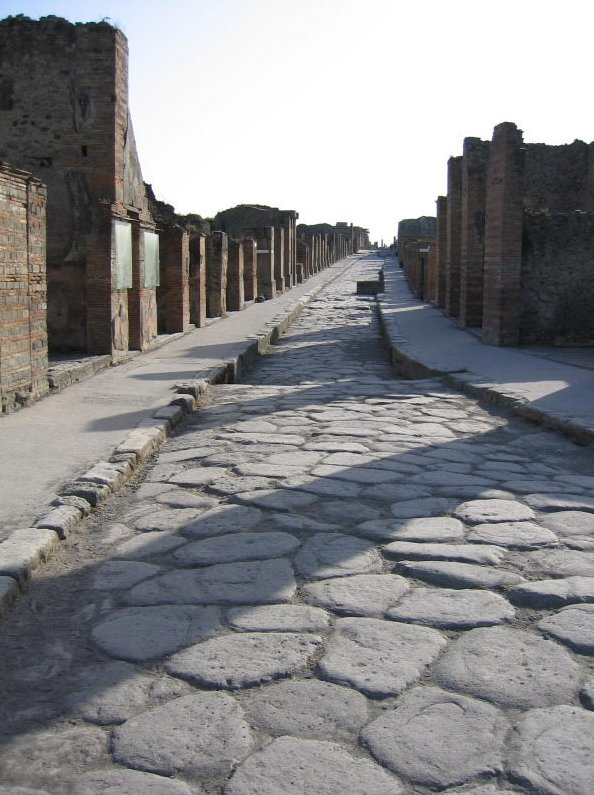
Rue de Pompéi avec sol de dalles

Les applications principales des dalles comme matériel de construction sont pour faire dallages et dans la construction de toits. Mais ils peuvent être employées pour autres usages. Ainsi, elles peuvent être utilisées pour :
- Balcons formés à partir d'une dalle
- Constructions de pierre sèche : murs, huttes, cabanes.
- Quelques foyers de feu, une dalle forme la base du foyer : la dalle de feu.
- Autels de type religieux l'ara de l'autel peut être une dalle, plus ou moins élaborée ou en état naturel.
- Tables rustiques.
- Toits (lauzes)[5],[6],[7].

## Les dalles dans la gastronomie
Un système de cuisiner les nourritures est « à la dalle ». De façon semblable aux systèmes de “au fer à repasser” ou “au gril”, dans la procédure de cuire à la dalle les nourritures je suis (viande, poisson, légumes...) Ils se mettent sur une dalle chaude dessus du feu. Avec huile, beurre, ou graisse et les différentes épices pour assaisonner les aliments que l'on cuit.
- Ce système était plutôt populaire dans les Pyrénées et souvent pratiqué par des laboureurs et des bergers. Actuellement, il peut être utilisé en gastronomie de tous niveaux[10],[3],[11].
- La même dalle de cuisiner peut s'employer, parfois, pour servir. En l'enlevant du feu et en la portant à la table. Ou en l'employant directement comme assiette. La dalle conservant la chaleur mieux que d'autres ustensiles, on peut maintenir les nourritures à une température plus haute et pendant plus de temps.

## Dalles sépulcrales

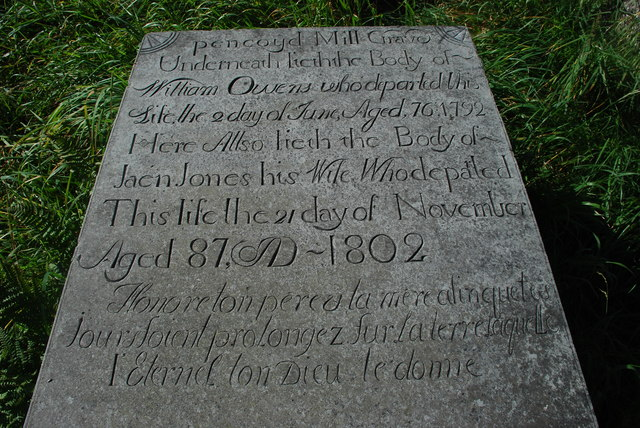
Dalle multilingue: Galés, Anglais, Français

Depuis les temps préhistoriques, il y a des exemples de tombes recouvertes d'une dalle de pierre, une dalle en état naturel ou travaillée. Cette utilisation comme dalle sépulcrale a étendu le concept de la dalle naturelle à la variante de pierre tombale plate, mince et polie. Exemple : la dalle sur le tombeau du roi Pierre III, avec un poids de 900 kg.
Les dalles ont l'habitude de porter des inscriptions. L'information sur la dalle traditionnellement comprend le nom de la personne morte et sa date de naissance et mort. Les inscriptions se placent généralement dans le côté frontal de la dalle mais aussi parfois au verso et autour des bords de la propre pierre, puisque quelques familles sollicitent qu'il se fasse une inscription dans la part occulte de la dalle (orientée vers le sol). Il écarte du nom, quelques dalles ils aussi ont des épitaphes en éloge du mort ou citent des textes religieux, comme Requiescat in pace.

## Dalles pour laver le linge

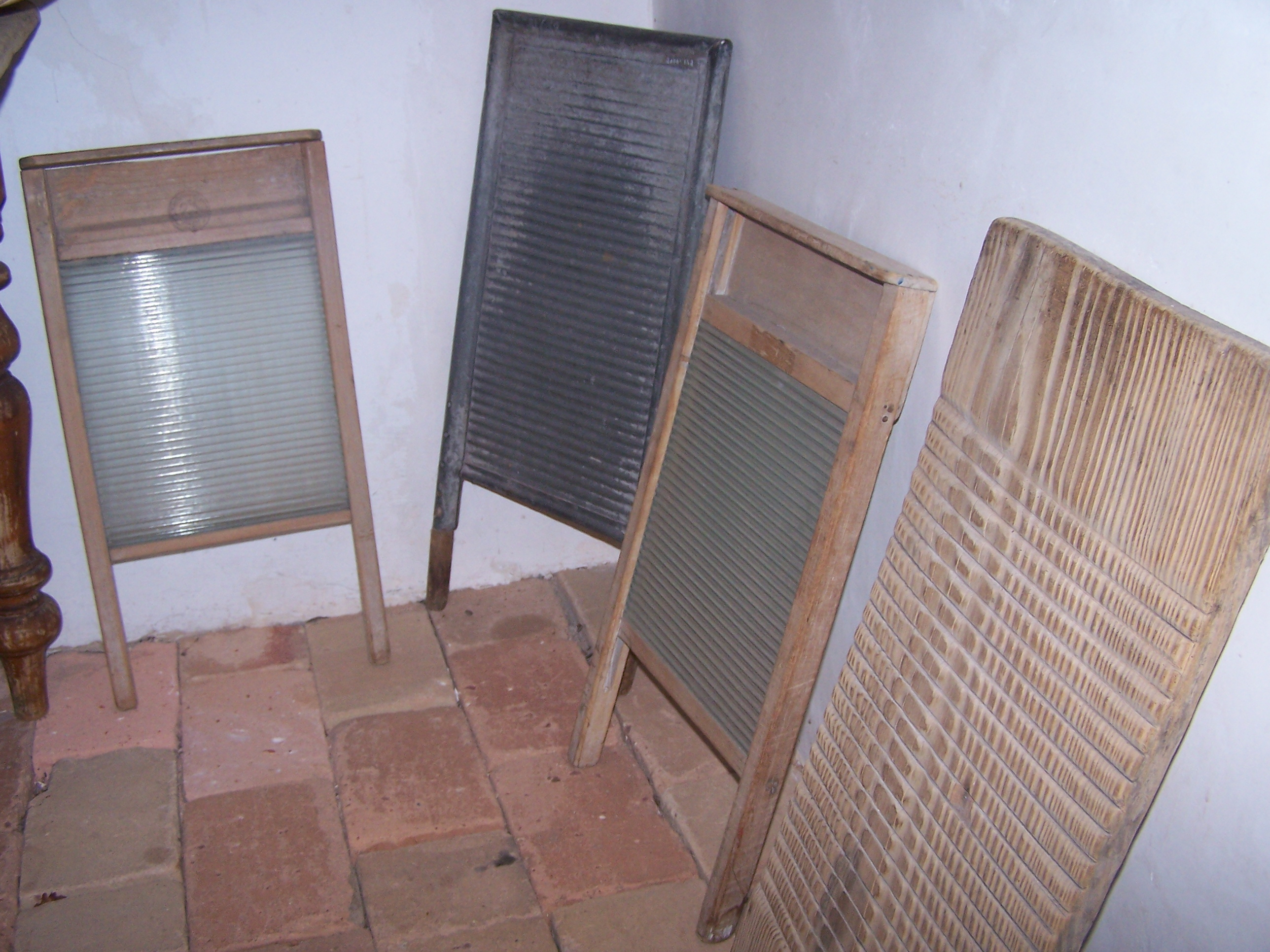
Différents types de washboard

Laver les vêtements est un besoin basique dans les sociétés civilisées et, en général, dans toutes les parties du monde. Dans les époques primitives - avant l'eau courante, les machines à laver et les détergents- il fallait aller laver le linge au bord de la rivière ou dans un lavoir.
Le linge se lavait à la main, avec savon et il fallait le frotter, parfois le frapper contre une surface dure. L'objectif était faire pénétrer le mélange d'eau et savon entre les fibres du tissu pour réussir à enlever toute la saleté. Les dalles à laver le linge étaient des dalles de pierre naturelle choisies pour présenter une surface rugueuse et relativement plate. Les petites irrégularités arrondies pouvaient aider dans le procès de friction suivi dans le laver,.
- Dans certains cas particuliers, des « dalles à laver » ont été faites avec la surface de friction en bois, mais l'appareil était encore dénommé « dalle a laver ».
- Il y avait aussi des « dalles à laver » fabriquées avec une toile métallique ondulée (ces dalles de métal ondulé ont fait partie, comme des instruments de rythme, dans des bandes de jazz et blues). (voir Washboard)[16]
- Le laver à la pierre des jeans et vêtements similaires est un procès de meulage qu'utilise la friction de parts localisées de la pièce de vêtement contre une pierre brute (ponce ou similaire). L'objectif est de réussir un changement d'aspect de la pièce de vêtement, en imitant l'usure naturelle.

## Les dalles comme piège de chasse

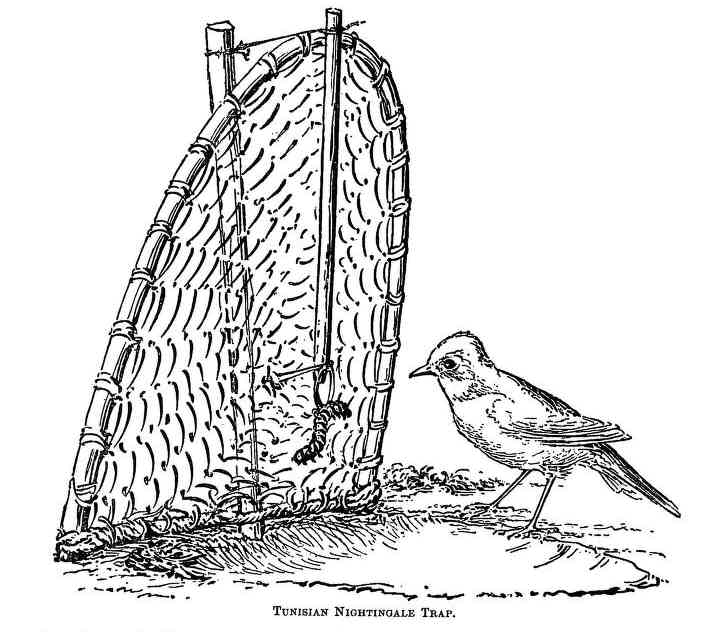
Piège tunecina pour chasser oiseaux vifs. Une dalle-piège est très semblable mais plus dure.

Chasser avec dalle est un système de chasser moyennant un piège. Part fondamentale du dispositif est une dalle. Préparer ce piège était une tâche délicate,,.
- Préparation du piège : Une dalle de dimensions appropriées se met en position semi-verticale et en formant un angle avec l'horizontale. La dalle, en position instable, est soutenue moyennant quelques petites branches disposées d'une façon particulière. Façon que l'on peut définir comme « sur le point de déclenchement ». Une fois la dalle préparée, il ne reste qu'à mettre un appât approprié pour attirer l'animal que l'on veut capturer.
- Au moment où l'animal (oiseau, lapin...) essaie de se manger l'appât, s'il touche n'importe quelle branche, la dalle lui tombe dessus et il devient attrapé (ou plutôt, écrasé).